# De Witte Molen (Meeuwen)
De Witte Molen is een ronde stenen grondzeiler uit 1740. De molen bevindt zich aan de Kleibergsestraat in Meeuwen (gemeente Altena). De molen heeft tot in de Tweede Wereldoorlog gemalen en werd daarna slechts als opslagruimte gebruikt. In 1986 is de Witte Molen verplaatst naar zijn huidige locatie, waar de molenbiotoop beter was. In 1996 is de molen maalvaardig gerestaureerd.
De kap heeft gepotdekselde planken.
In de molen bevinden zich 2 koppel 17der kunststenen. Ook is een bilmachine van machinefabriek Thomassen aanwezig, die in 2005 werd geschonken aan de eigenaar van de molen, de molenstichting Het Land van Heusden en Altena.

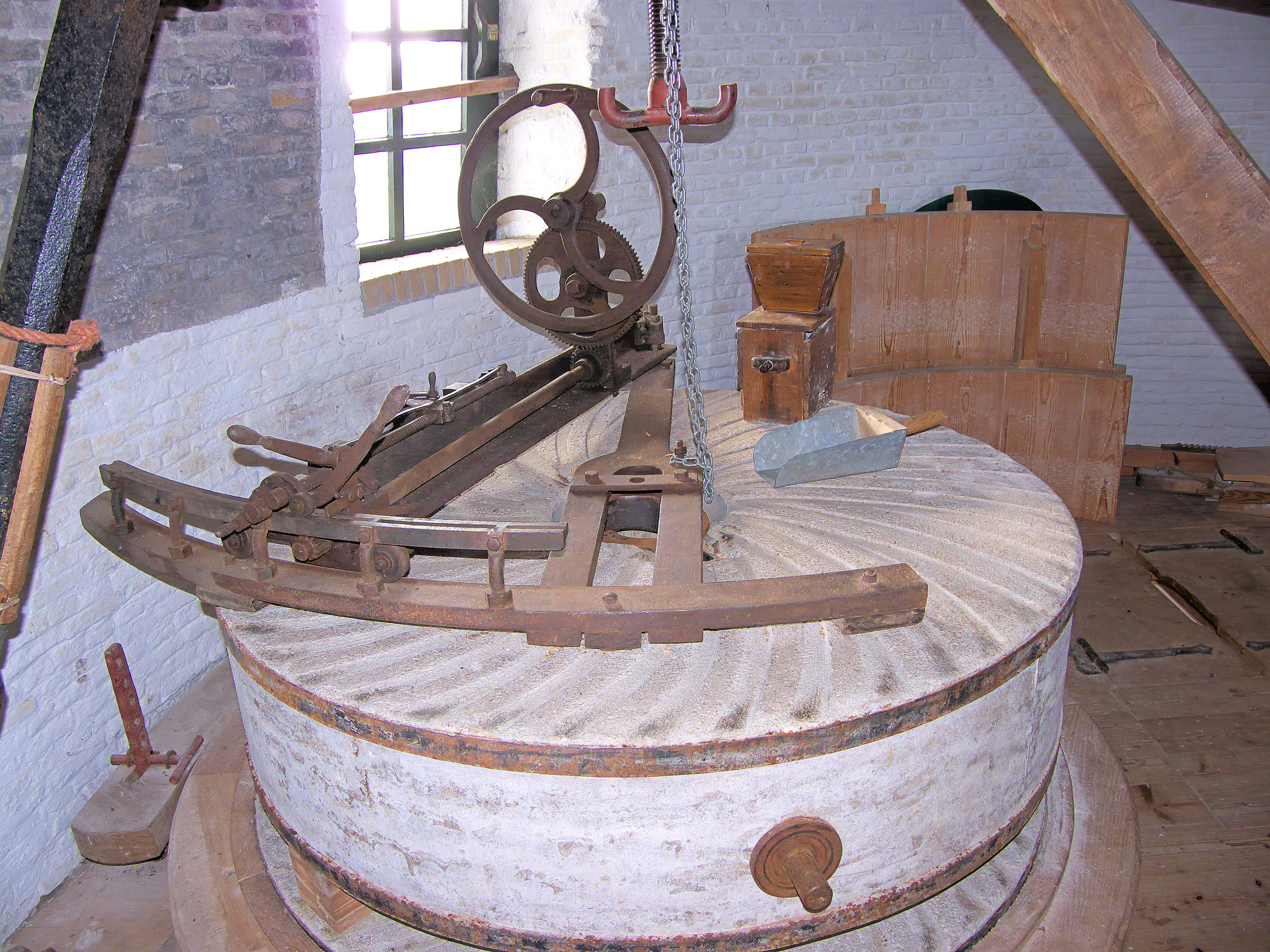
Bilmachine

De buitenroe van de molen is 24 meter lang en de binnenroe 23,90. De uit 1989 stammende roeden zijn van de firma Derckx en in 1993 in de bovenas geplaatst. De wieken zijn weer Oudhollands opgehekt, maar hadden vanaf 1940 tot aan de restauratie Van Bussel neuzen.
Het luiwerk wordt aangedreven door een op de koningsspil zittende luitafel. Het luiwiel loopt tegen de onderkant van de luitafel. Een gaffelwiel is niet aanwezig.
De molen heeft een kruilier voor het op de wind zetten van het gevlucht.
De molen heeft een vijfdelige, vaste Vlaamse vang met een vangtrommel.

## Overbrengingen
- De overbrengingsverhouding is 1 : 5,7.
- Het bovenwiel heeft 59 kammen.
- De bonkelaar heeft 30 kammen.
- Het spoorwiel heeft 72 kammen en een steek van 10,3 cm.
- Het steenrondsel heeft 25 staven.

## Eigenaren
- 1740 - ... : Johan Maurits van Hemert
- 1850 - .... : Gerht Vermeulen en weduwe
- ... - ... : Piet Walraven
- ... - ... : A. Walraven
- 1922 - ... : Gebroeders Vos
- 2005 - heden: Molenstichting Het Land van Heusden en Altena

Openingstijden van de molen: zaterdag 13:00 - 17:00 uur en op afspraak.

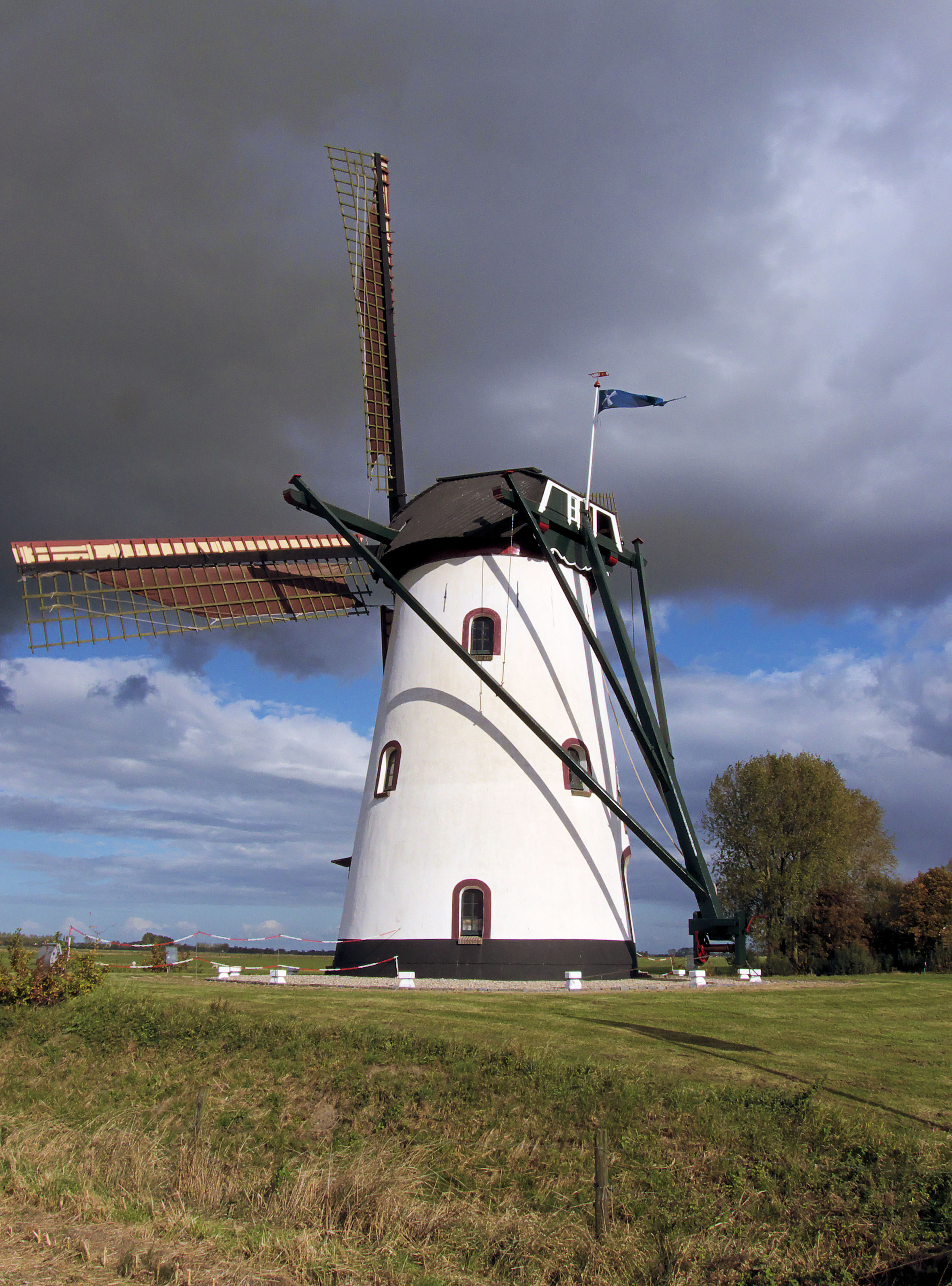
Oktober 2009
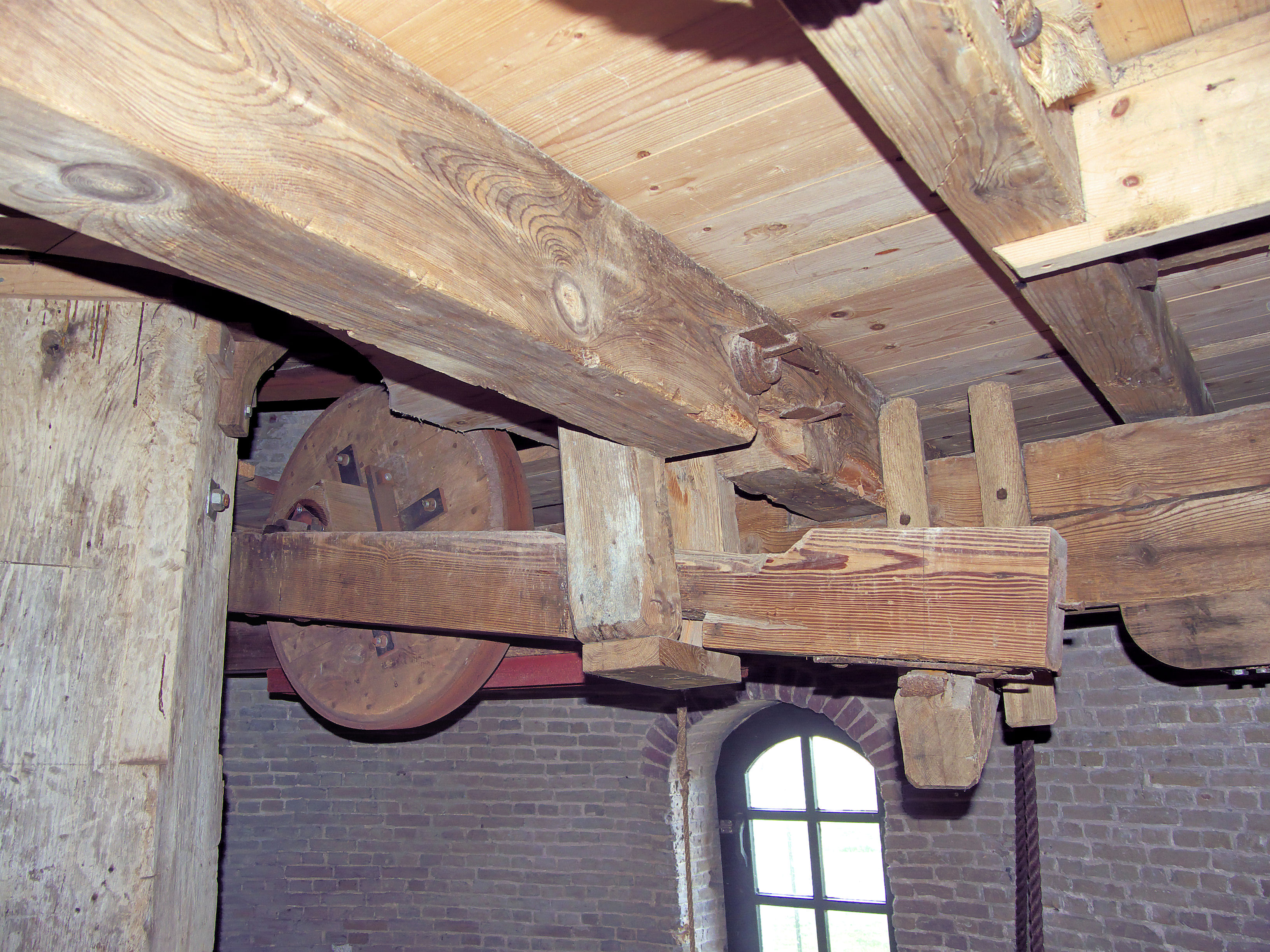
Luiwerk
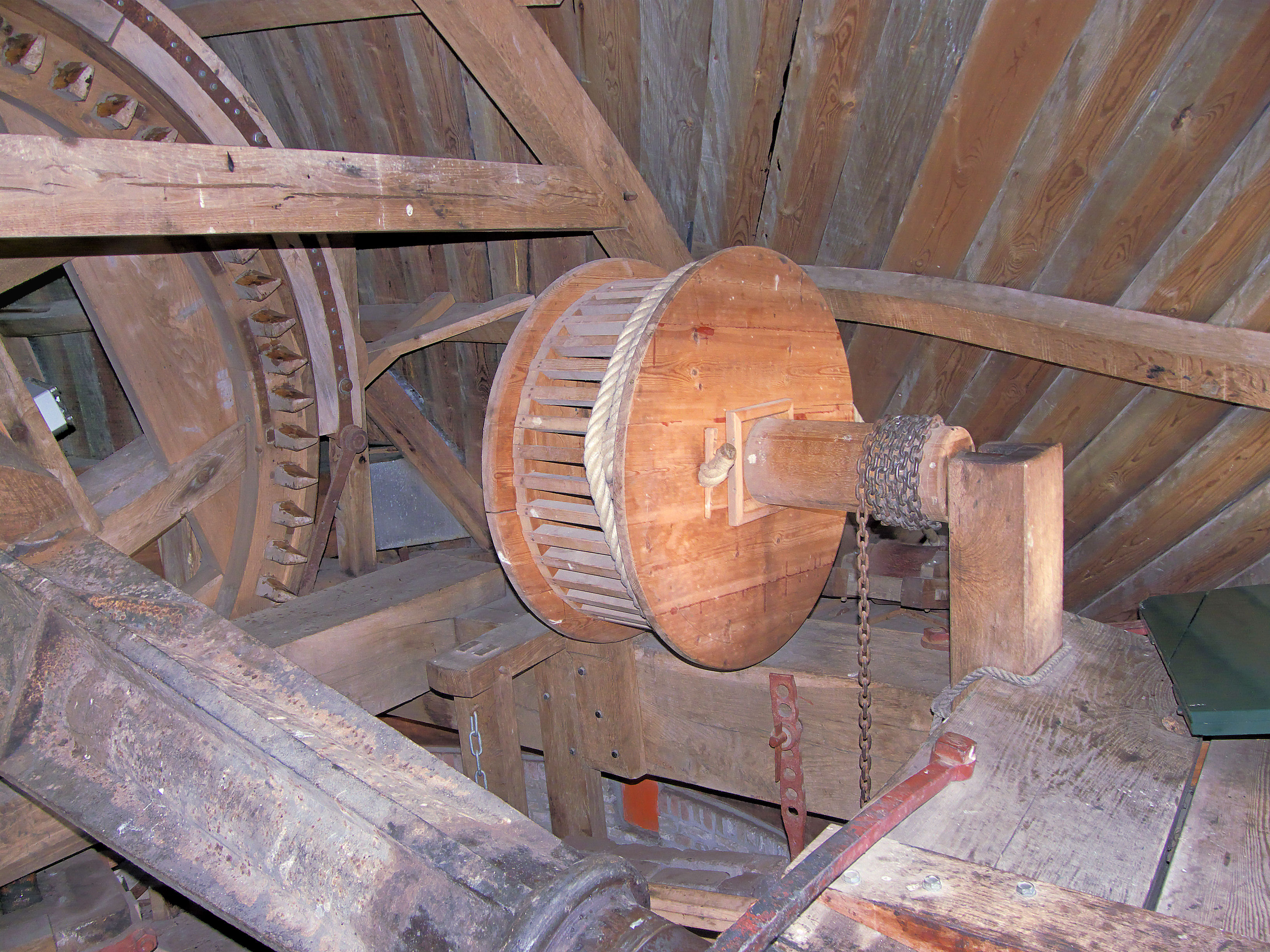
Vangtrommel